# والاس بيرش
والاس بيرش (بالإنجليزية: Wallace Birch)‏ (6 مارس 1910 في المملكة المتحدة - ) هو لاعب كرة قدم بريطاني في مركز مهاجم داخلي. لعب مع شيفيلد وينزداي ونادي أكرينغتون ستانلي ونادي بلاكبول ونادي لوتون تاون ونادي كيدرمينستر هاريرز لكرة القدم.